# Castillo de Batres
El castillo de Batres o casa-fuerte de Batres está situado en el municipio del mismo nombre, al sur de la Comunidad de Madrid (España), en el límite con la provincia de Toledo. Esta fortaleza-palacio, que fue construida durante el Renacimiento, se conserva en muy buen estado, casi completa.
El edificio fue declarado Conjunto Histórico-Artístico en el año 1970, mediante decreto del Ministerio de Educación y Ciencia, de 22 de julio. Además del castillo, esta figura legal protege diferentes monumentos próximos a su enclave, caso de la Fuente de Garcilaso.

## Historia
El castillo fue levantado entre los siglos XV y XVI. Ha estado vinculado históricamente con los señores de Batres, que lo utilizaban como residencia palaciega. Uno de sus más destacados moradores fue el célebre poeta toledano Garcilaso de la Vega (1501 o 1503–1536), que heredó el título de señor de Batres de su madre, Sancha de Guzmán.
La propiedad pasó posteriormente a los Condes de Oñate y después a los Marqueses de Riscal. En la década de los setenta, fue adquirido por el arquitecto Luis Moreno de Cala y Torres, que procedió a su restauración, al tiempo que constituyó, dentro del recinto, la Escuela de Jardinería y Paisajismo Castillo de Batres.

## Características

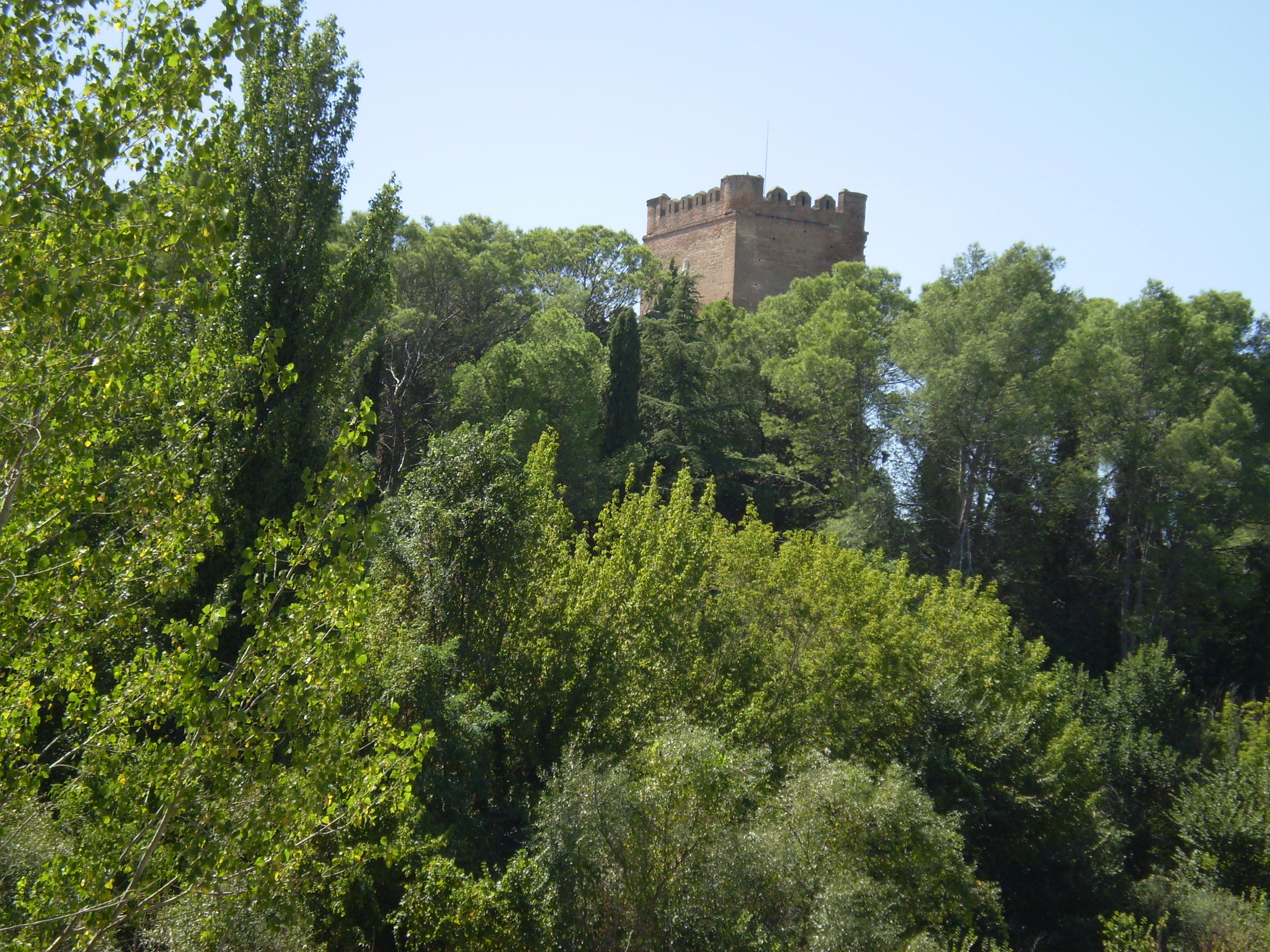
Arboleda en el entorno del castillo

El castillo de Batres se encuentra situado sobre un altozano, que conforma, en su base, un foso natural, por el que discurren algunos arroyos que vierten al Guadarrama, río que pasa cerca de la fortaleza. Está rodeado de una frondosa arboleda, integrada por especies características de la vegetación mediterránea, como la encina, el pino o el ciprés, así como por árboles y arbustos de jardinería.
Fue construido en ladrillo cocido, si bien sus cimientos son de pedernal. De planta cuadrangular, el edificio se articula en torno a la torre del homenaje, su parte más antigua, que destaca sobre todo el conjunto, dada su ubicación adelantada con respecto al resto de la fortaleza.
Su portalón principal es de estilo gótico isabelino. Está presidido por un escudo de las familias de los Laso de la Vega y Guzmán, rama surgida en el siglo XV a raíz del matrimonio entre Garcilaso de la Vega, comendador mayor de León, y Sancha de Guzmán, heredera del señorío de Batres. De sus siete hijos, la figura más destacada fue el poeta y militar Garcilaso de la Vega.
El estilo plateresco domina el patio central, que consta de una doble galería con columnas toledanas y balconada de hierro, del siglo XVI. En el centro del patio, se sitúa un pozo de estilo gótico.

## Entorno
El Conjunto Histórico-Artístico del castillo de Batres está integrado, además de por la fortaleza, por diferentes construcciones situadas dentro de su recinto. Aquí figuran la Fuente de Garcilaso, la Huerta del Mirador, la iglesia parroquial, el subterráneo de la bodega, el puente sobre el arroyo del Sotillo, la Fuente del Chorro, la cercas del castillo, el almacén, la Casa del Hortelano y la Presa de Agua.
Fuera del recinto, el Ayuntamiento de Batres ha protegido tres puentes, los secaderos de las riberas del Guadarrama, varios molinos y el Paisaje Arqueológico de Los Barrancos.